# 鳳德邨
鳳德邨（英語：Fung Tak Estate）位於香港九龍黃大仙區鑽石山，項目編號為KL10。屋邨屬香港房屋委員會租者置其屋計劃，在1998年將單位出售予當時的住戶，現由鳳德邨業主立案法團管理屋邨事務；管理公司為中國海外物業服務有限公司。值得一提的是，鳳德邨銀鳳樓（第7座）及斑鳳樓（第8座）是香港最後一座以135度相連的廣義長型相連大廈，而兩座實際上是同一幢建築，內設通道互通兩者（但地下不能互通；一樓為老人中心，能互通，但不對外開放；二樓為商場，不能互通，但對外開放）。鳳德邨落成至今，從未進行大型維修工程，而隨着港鐵屯馬綫通車，鳳德邨亦不斷打破居屋第二市場租者置其屋單位成交記錄。
鳳鑽苑（英語：Fung Chuen Court）為鳳德邨第6座，是鳳德邨發展計劃內的單幢式居屋屋苑，於1991年10月落成。鳳鑽苑是香港最後一座撥作居屋出售的Y4型大廈，其樓宇建築設計與雪鳳樓一樣。
鳳禮苑（英語：Fung Lai Court）則是鳳德邨內其中一幅中學預留用地加建的居屋屋苑，在鳳禮苑銷售期間，合資格的鳳德邨住戶可優先購買鳳禮苑的兩座樓宇，鳳禮苑於1997年1月落成。

## 位置及歷史
鳳德邨位置在香港九龍中部黃大仙區鑽石山山腳、蒲崗村道以南、鳳德道以北、鳳禮道、鳳美徑以西、蒲崗村道以東，地址為九龍鑽石山（蒲崗）鳳德道111號；鳳德邨之法定地段為「新九龍內地段第6318號之餘段（英語：NKIL6318）」。本邨所處土地原為鑽石山政府石礦場及大磡村木屋區一帶。及後，由於木屋區開始改建為龍蟠苑，而石礦場運作會對民居構成滋擾，因此政府於1982年停止開採石礦場較低地勢的「範圍甲」。該部份土地於1985年末開始進行爆破平整工程，屋邨興建工程由1987-88年間展開，名為「鑽石山北1-3期」。由於位處於石山上，工程進度頗慢。直至1991-92年，本邨居民陸續入伙。
本邨的興建目的是為慈雲山邨重建計劃提供安置資源，本邨連同東頭邨第5-7期，以及天耀邨第1期的派樓期，均與慈雲山公共房屋重建工程相配合，初期本邨不少居民均由該等屋邨遷入，而絕大部份也是當時居住於慈安邨57-60座、慈樂邨4-16座及慈愛邨42、45-47座的居民。
1998年，房委會於第1期租者置其屋計劃向原住戶出售鳳德邨。
現時，本邨83%人口是已購買單位的業主，當中有部份以綠表或白表資格購入本邨單位而遷入本邨。此外，年長居民佔本邨人口確實減少了，但邨內休憩設施於日間時分仍坐著一些長者，形成了邨內老、中、青、少、幼不均等的形態（有人說從邨内商場開設多間補習社中，可知兒童人數不斷增長，但他們當中有不少並不是居住在邨內）。

## 屋苑資料

### 樓宇

#### 鳳德邨
| 樓宇名稱（座號） | 樓宇類型           | 落成年份 | 樓宇層數 （住宅層數） | 每層伙數 | 每座單位數目（伙） | 承建商   | 提供升降機的廠商 | 期數 |
| ---------------- | ------------------ | -------- | --------------------- | -------- | ------------------ | -------- | ---------------- | ---- |
| 硃鳳樓（第1座）  | Y3型（早期型設計） | 1991年   | 34 （1-34樓）         | 24       | 816                | 合和建築 | 富士達           | 1    |
| 碧鳳樓（第2座）  | Y3型（早期型設計） | 1991年   | 34 （1-34樓）         | 28       | 952                | 合和建築 | 富士達           | 1    |
| 紫鳳樓（第3座）  | Y3型（後期型設計） | 1992年   | 34 （1-34樓）         | 31       | 1,054              | 瑞安建業 | 迅達             | 3    |
| 黛鳳樓（第4座）  | Y3型（後期型設計） | 1992年   | 34 （3-34樓）         | 27       | 880                | 瑞安建業 | 迅達             | 3    |
| 雪鳳樓（第5座）  | Y4型（後期型設計） | 1991年   | 34 （1-34樓）         | 18       | 612                | 中國建築 | 迅達             | 2    |
| 銀鳳樓（第7座）  | 雙翼新長型 呈135度 | 1991年   | 21 （3-21樓）         | 28       | 535                | 中國建築 | 迅達             | 2    |
| 斑鳳樓（第8座）  | 雙翼新長型 呈135度 | 1991年   | 21 （3-21樓）         | 26       | 493                | 中國建築 | 迅達             | 2    |

註：
- 粗體字樓宇設有「劏房」，以安置慈樂下邨、慈安邨及慈愛邨1-2人住戶；硃鳳樓原先亦打算在落成後加設同類「劏房」，但在安置戶反對下沒有推行[11]。

- 現由鳳德邨業主立案法團管理屋邨事務；管理公司為中國海外物業服務有限公司。

#### 鳳鑽苑
| 樓宇名稱（座號） | 樓宇類型           | 落成年份 | 樓宇層數 （住宅層數） | 每層伙數 | 單位數目（伙） | 承建商   | 提供升降機的廠商 |
| ---------------- | ------------------ | -------- | --------------------- | -------- | -------------- | -------- | ---------------- |
| 鳳鑽苑（第6座）  | Y4型（後期型設計） | 1991年   | 34 （1-34樓）         | 18       | 612            | 中國建築 | 迅達             |

#### 鳳禮苑
| 樓宇名稱（座號） | 樓宇類型                | 落成年份 | 樓宇層數 （住宅層數） | 每層伙數 | 單位數目（伙） | 承建商   | 提供升降機的廠商 |
| ---------------- | ----------------------- | -------- | --------------------- | -------- | -------------- | -------- | ---------------- |
| 鳳禧閣（A座）    | 新十字型 （1984年版本） | 1997年   | 35 （3-35樓）         | 10       | 344            | 中國建築 | 奧的斯           |
| 鳳欣閣（B座）    | 新十字型 （1984年版本） | 1997年   | 35 （2-35樓）         | 10       | 346            | 中國建築 | 奧的斯           |

## 邨內設施

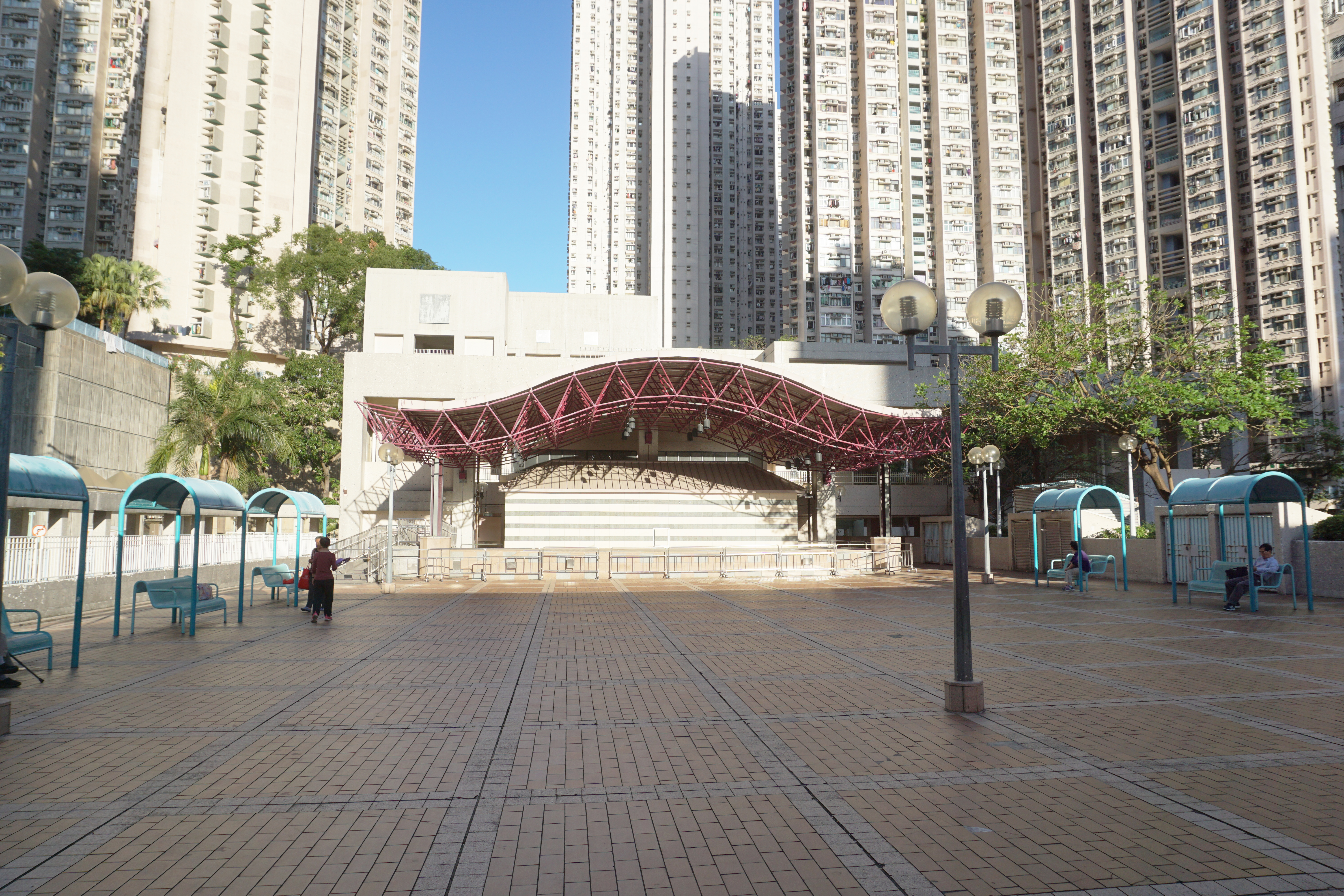
屋邨廣場

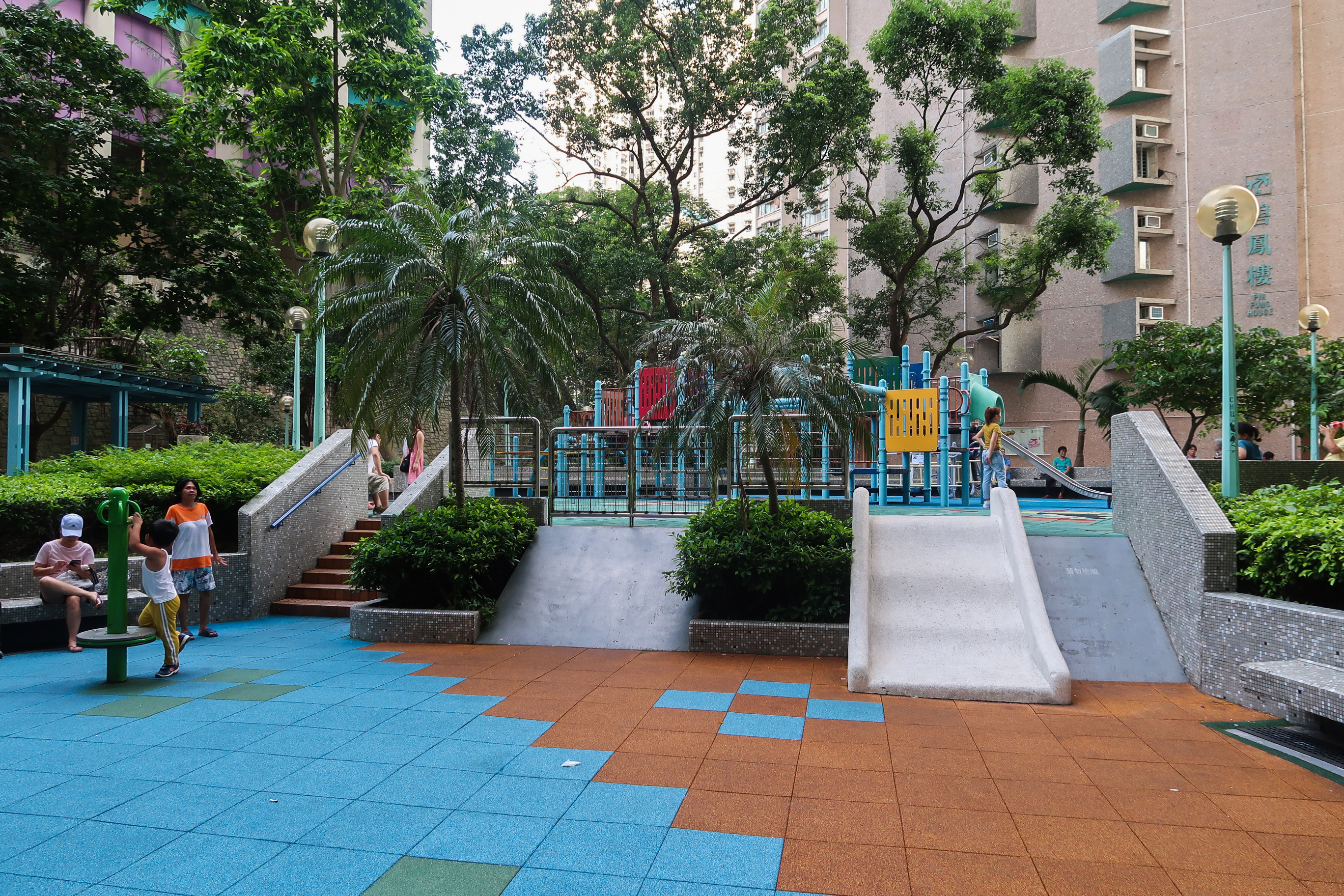
邨內其中一個兒童遊樂場保留其中一道石屎滑梯

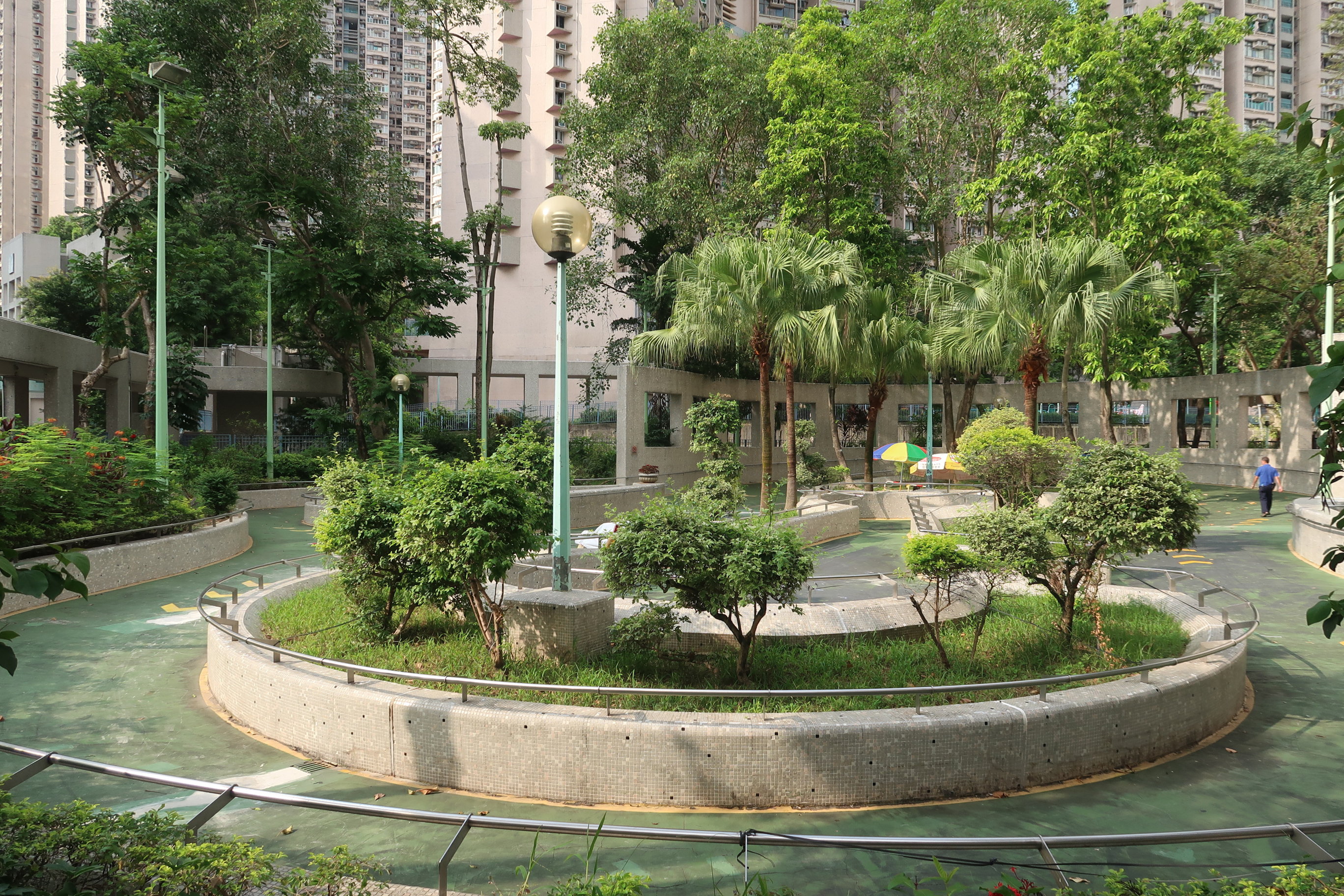
滾軸溜冰場

鳳德商場、銀鳳樓商場和斑鳳樓商場均為領展旗下的商場，為居民提供售賣日常家庭用品、中外餐飲業務的商店。鳳德商場之商店主要設於二樓，並於地下設有空氣調節街市，而銀鳳樓及斑鳳樓商場則設於該兩幢大廈二樓（跟鳳德商場二樓屬同一水平），主要提供中、小學補習社及洗衣店舖位。

### 鳳德商場
2樓為主要商場，商場內連鎖店包括都滙漁港、百佳超級市場、麥當勞、大家樂、一粥麵、肯德基、譚仔雲南米線、薩利亞意式餐廳、唐記包點、八方雲集、爭鮮外帶壽司、阿波羅（已結業）、天然工房、日本城、萬寧、優品360等。另外，商場亦設有港鐵特惠站及香港郵政智郵站。

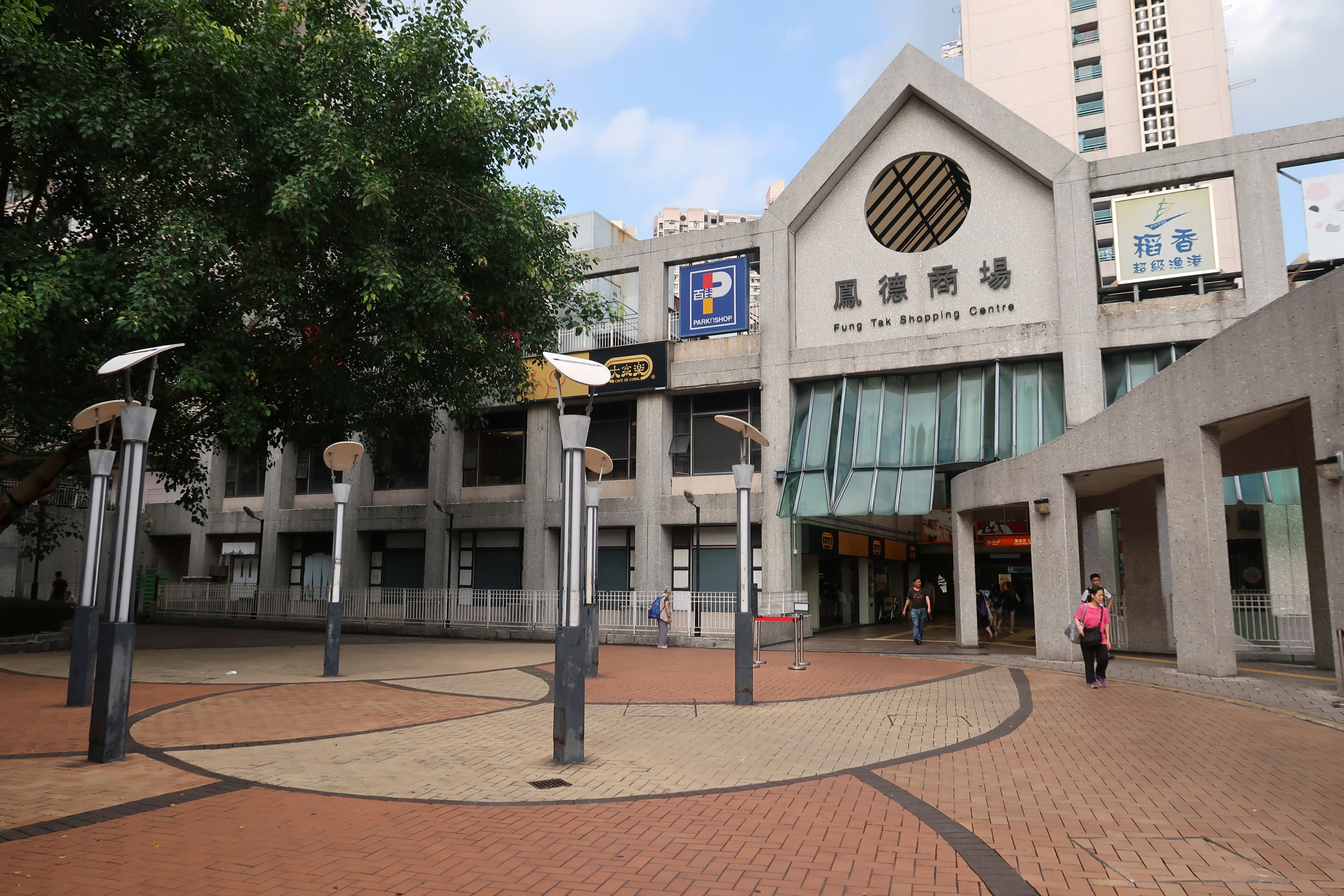
商場正門入口
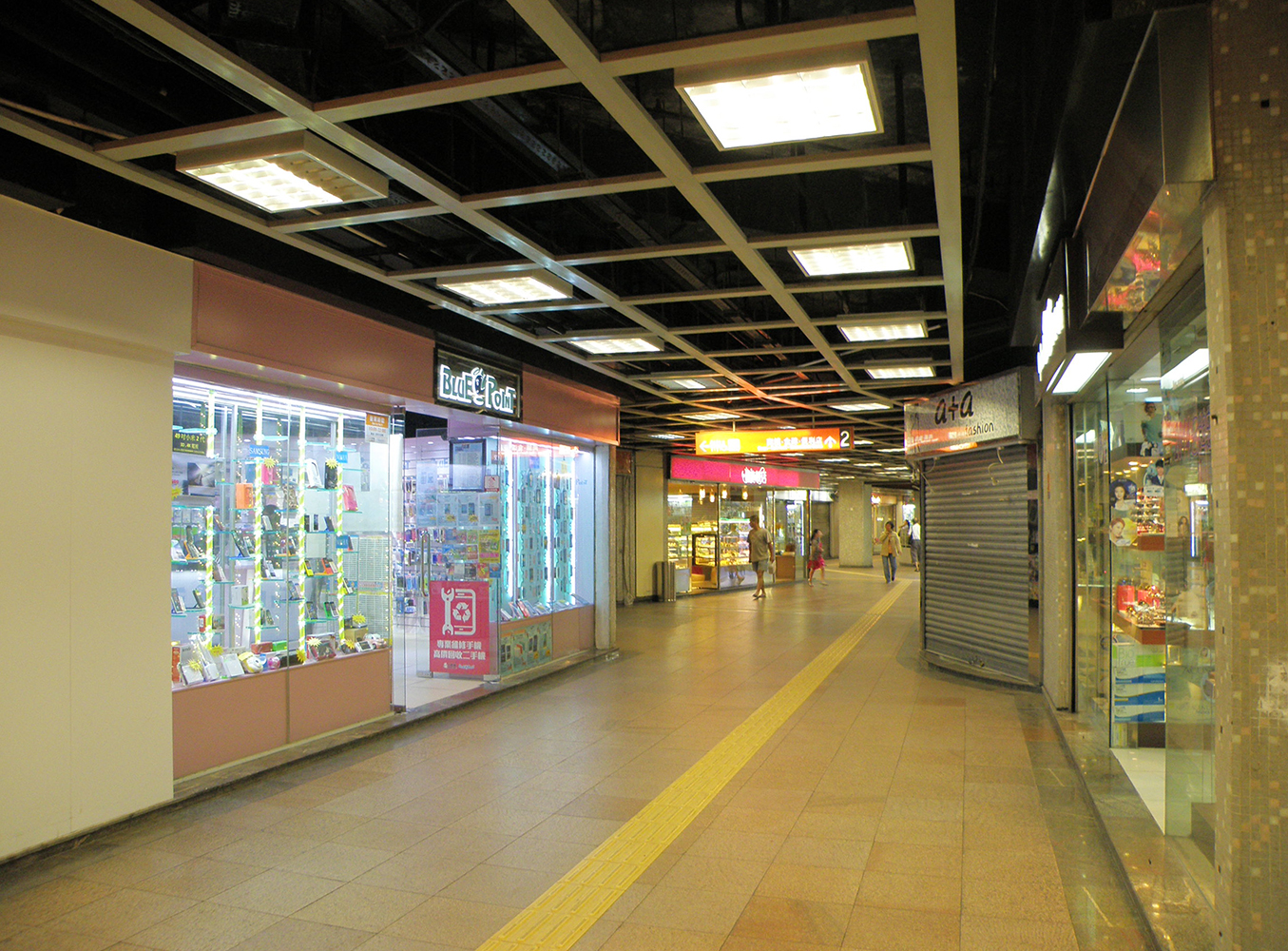
商場西面
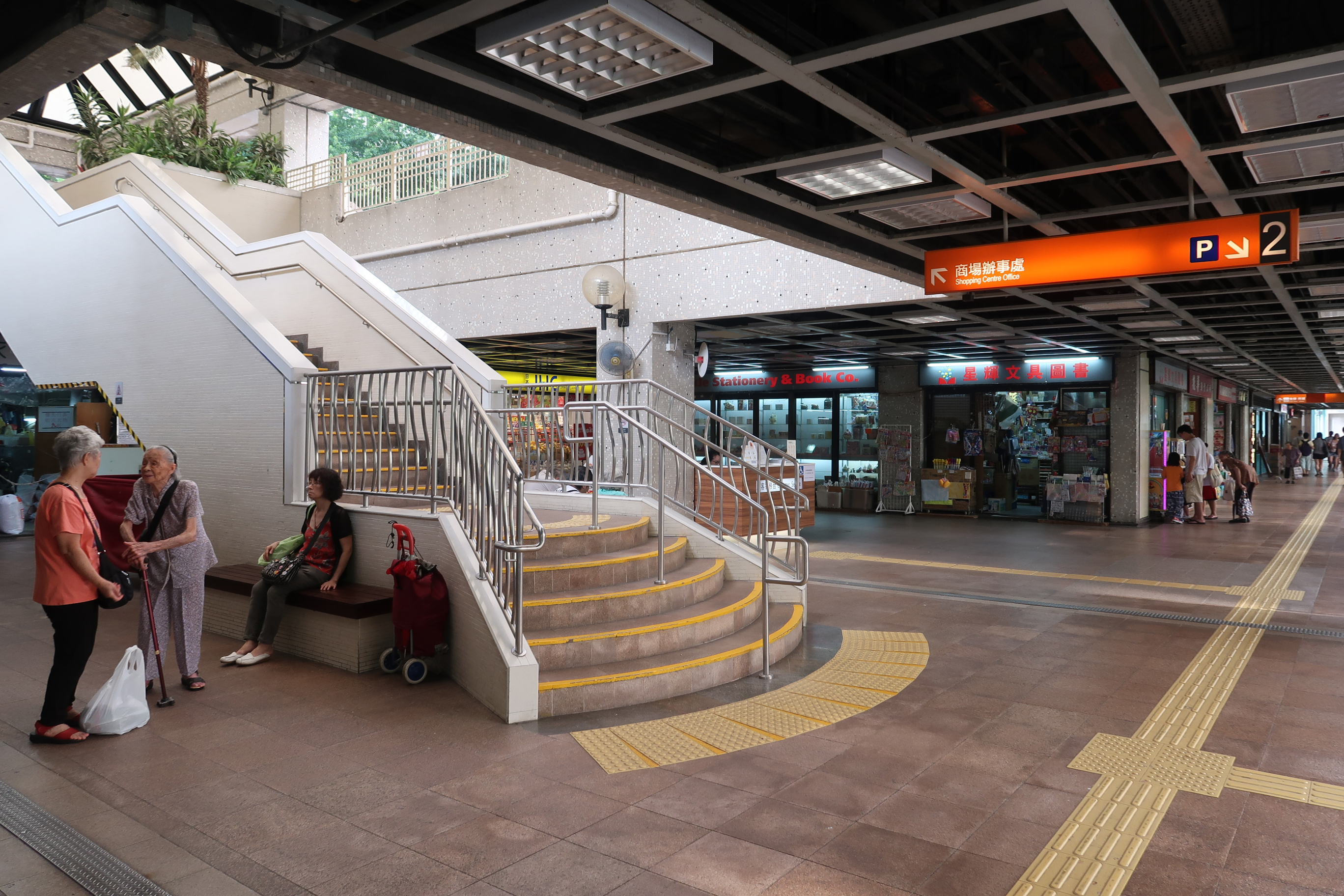
商場中央樓梯
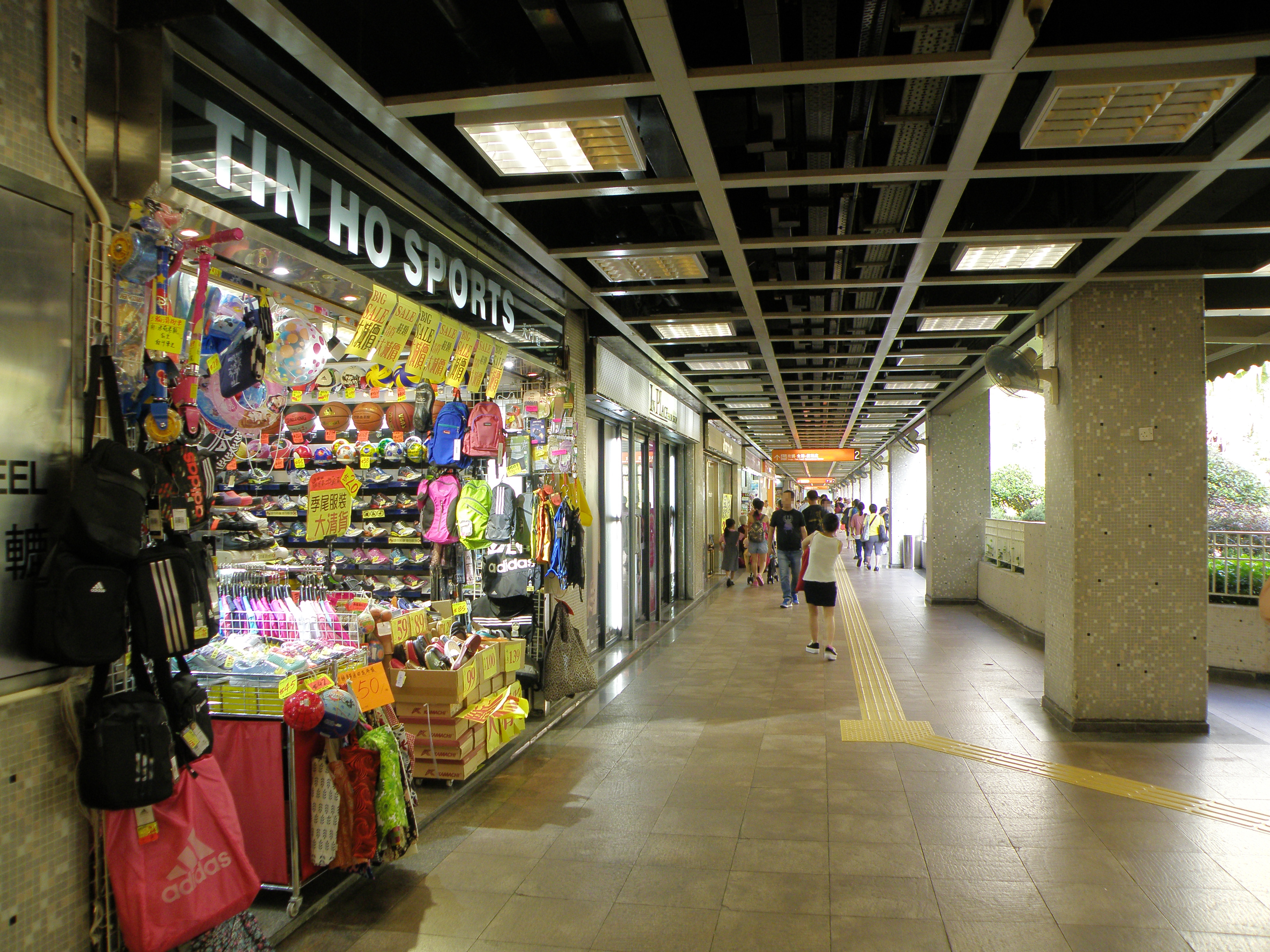
商場東面
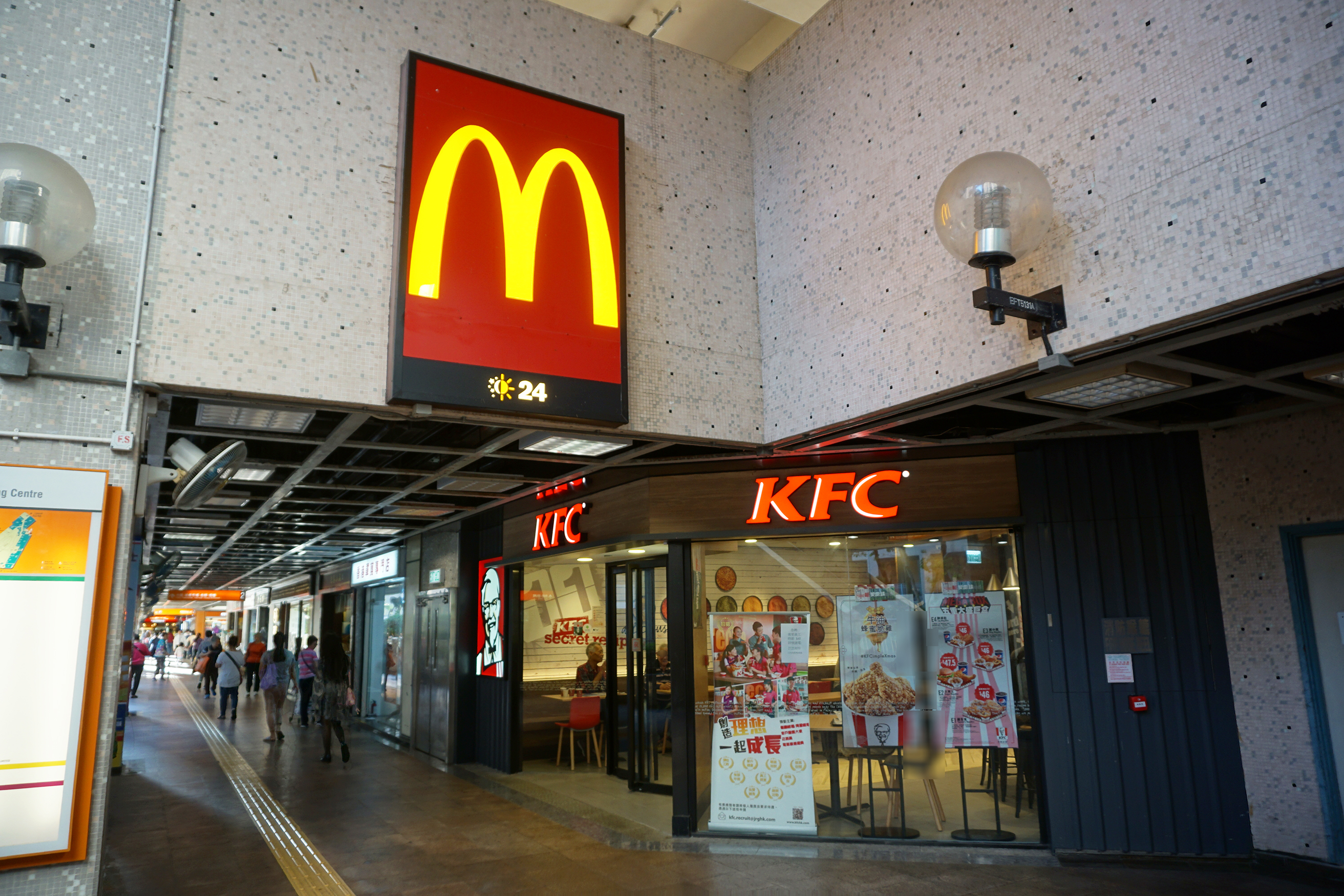
商場東面入口
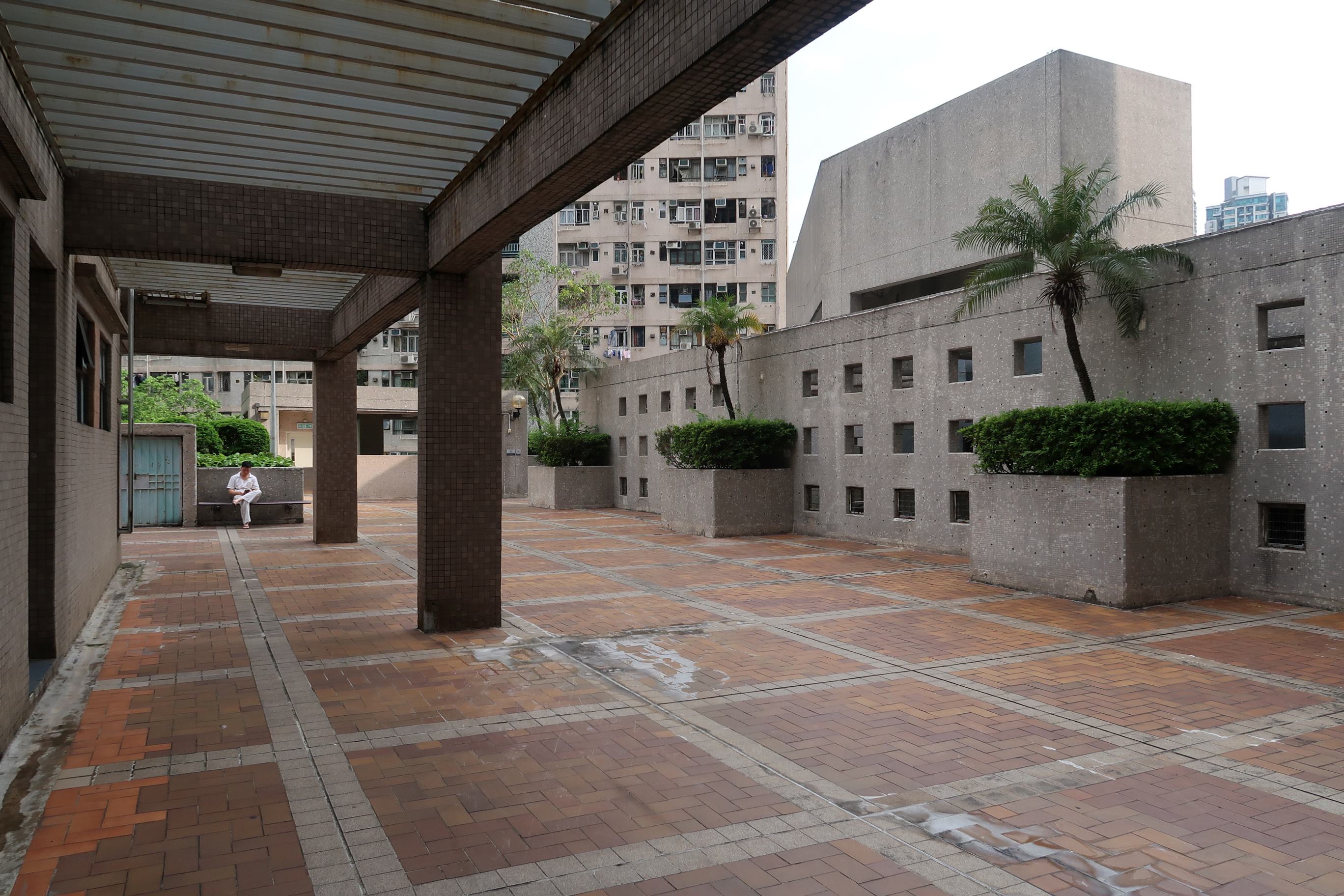
3樓平台花園
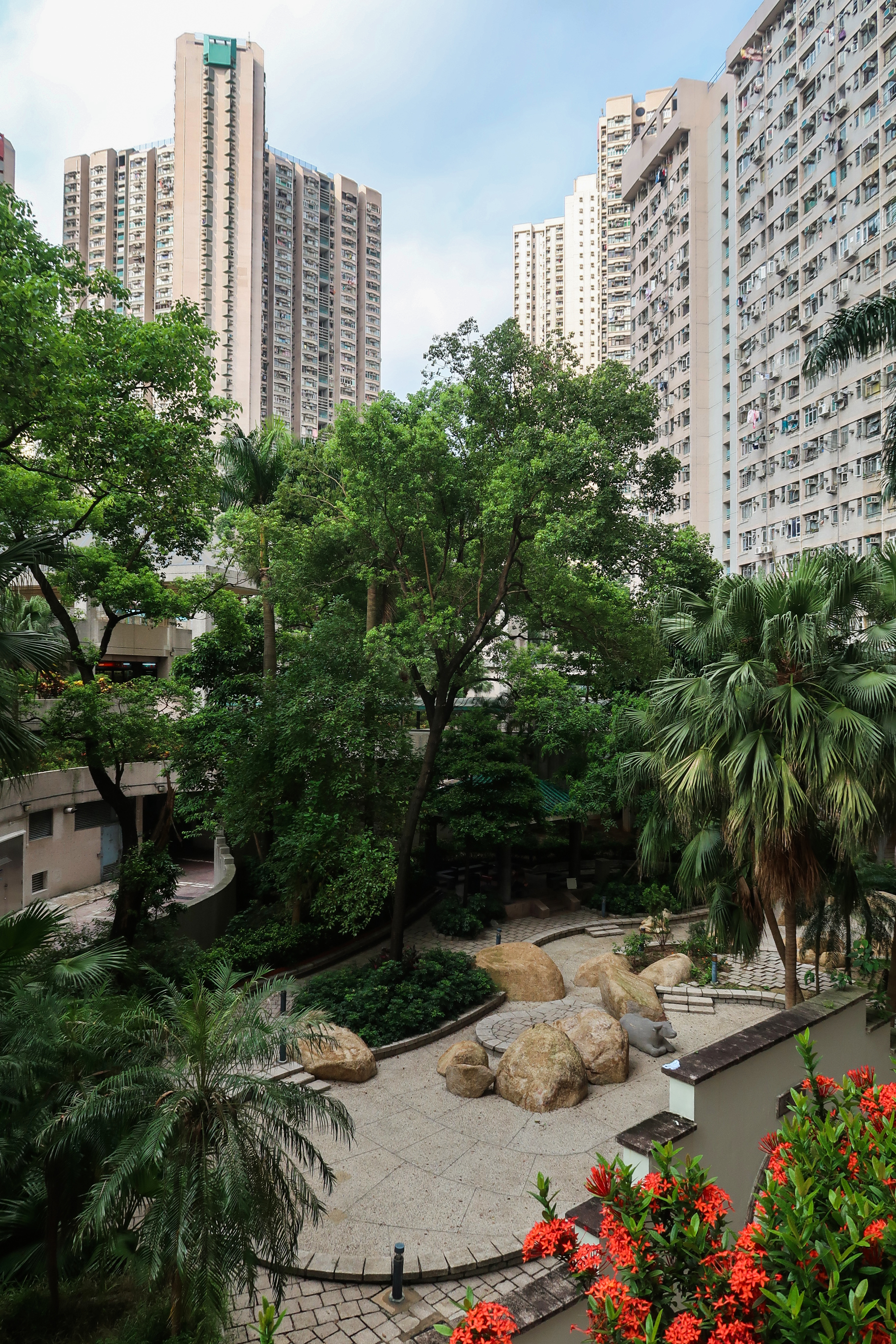
三所商場排成三角形，中間設有一休憩公園，屬於鳳德邨業主立案法團管轄範圍
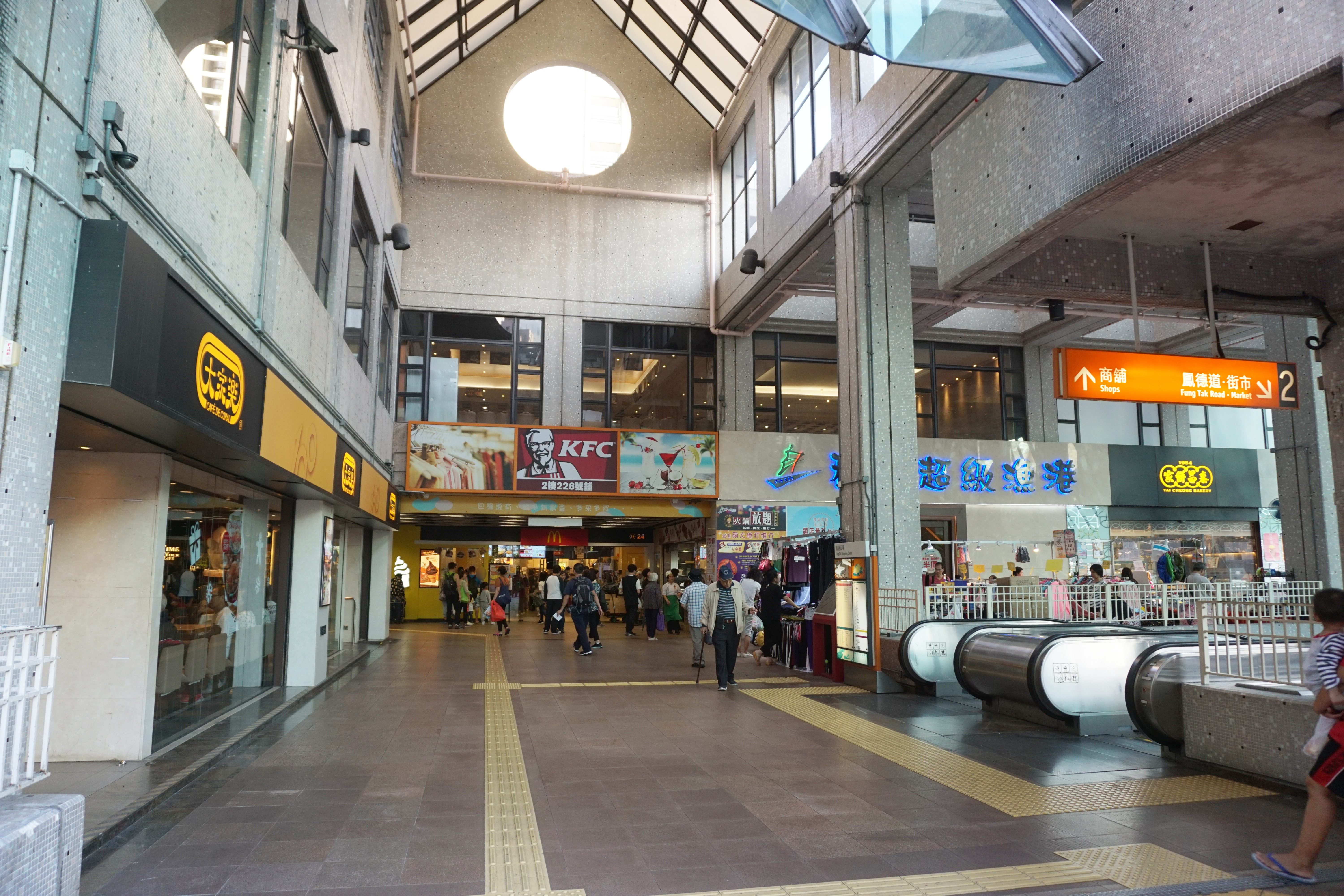
鳳德商場西面入口
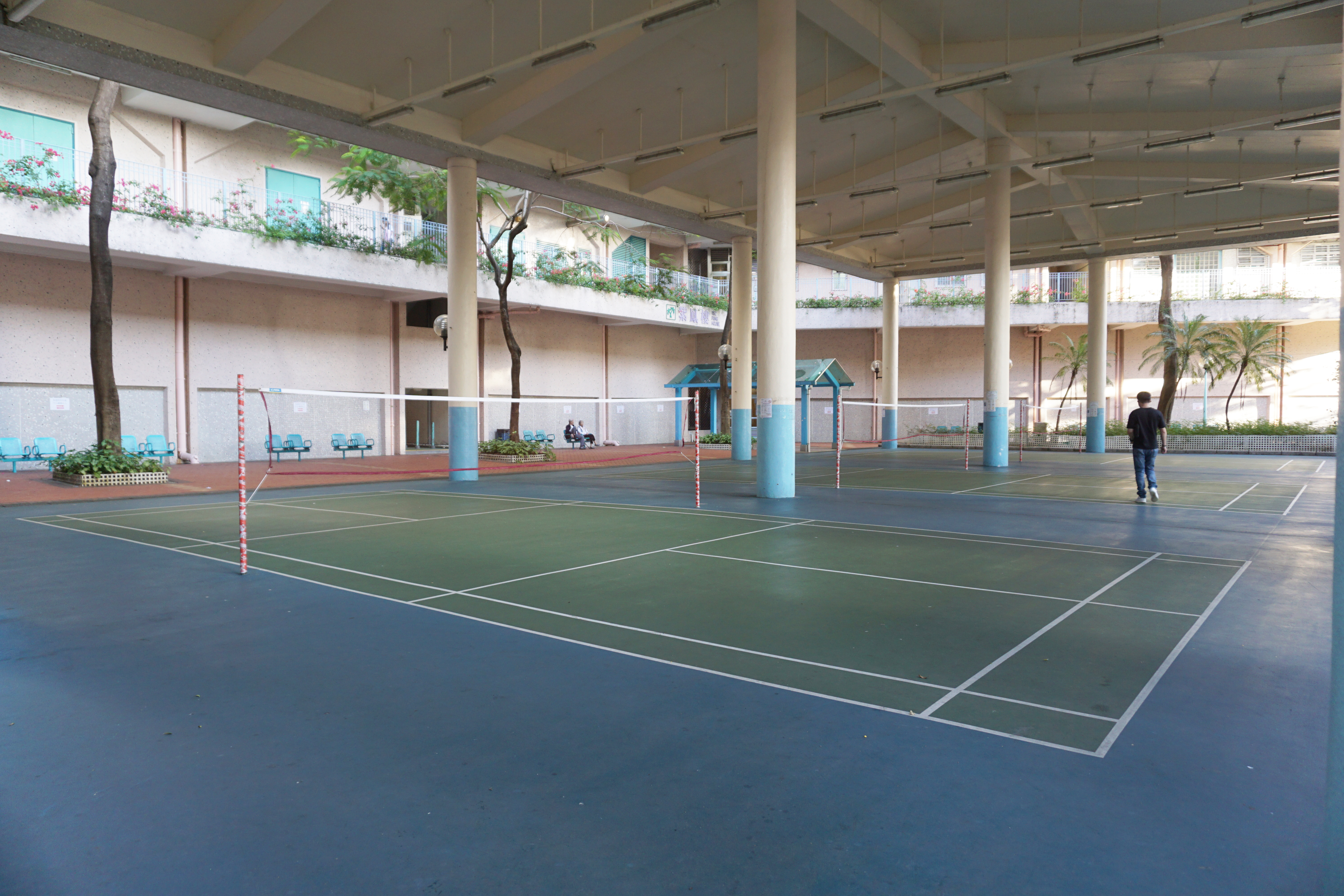
室內羽毛球場
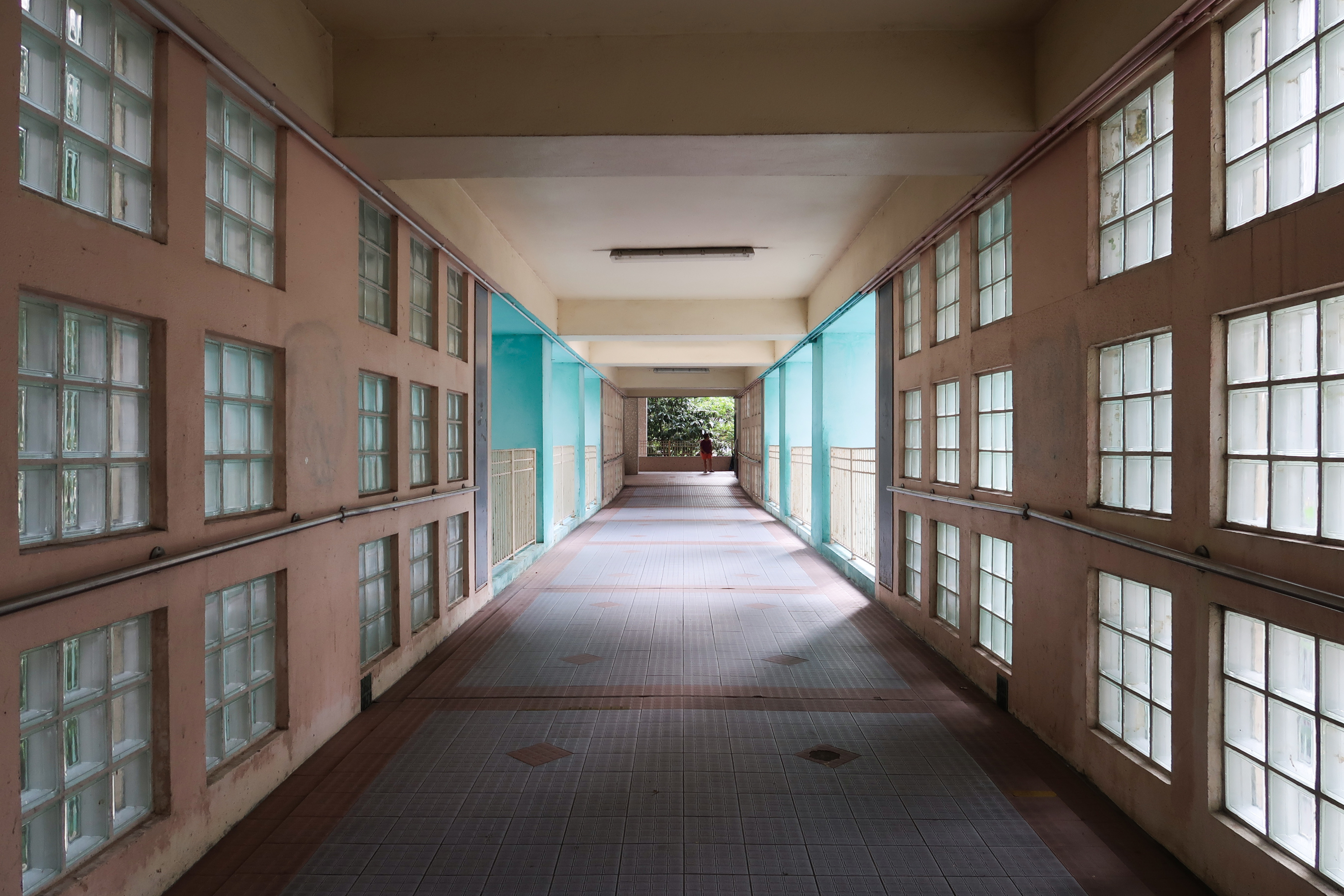
連接鳳德商場和停車場大樓天橋的玻璃採用方格設計

### 鳳德街市

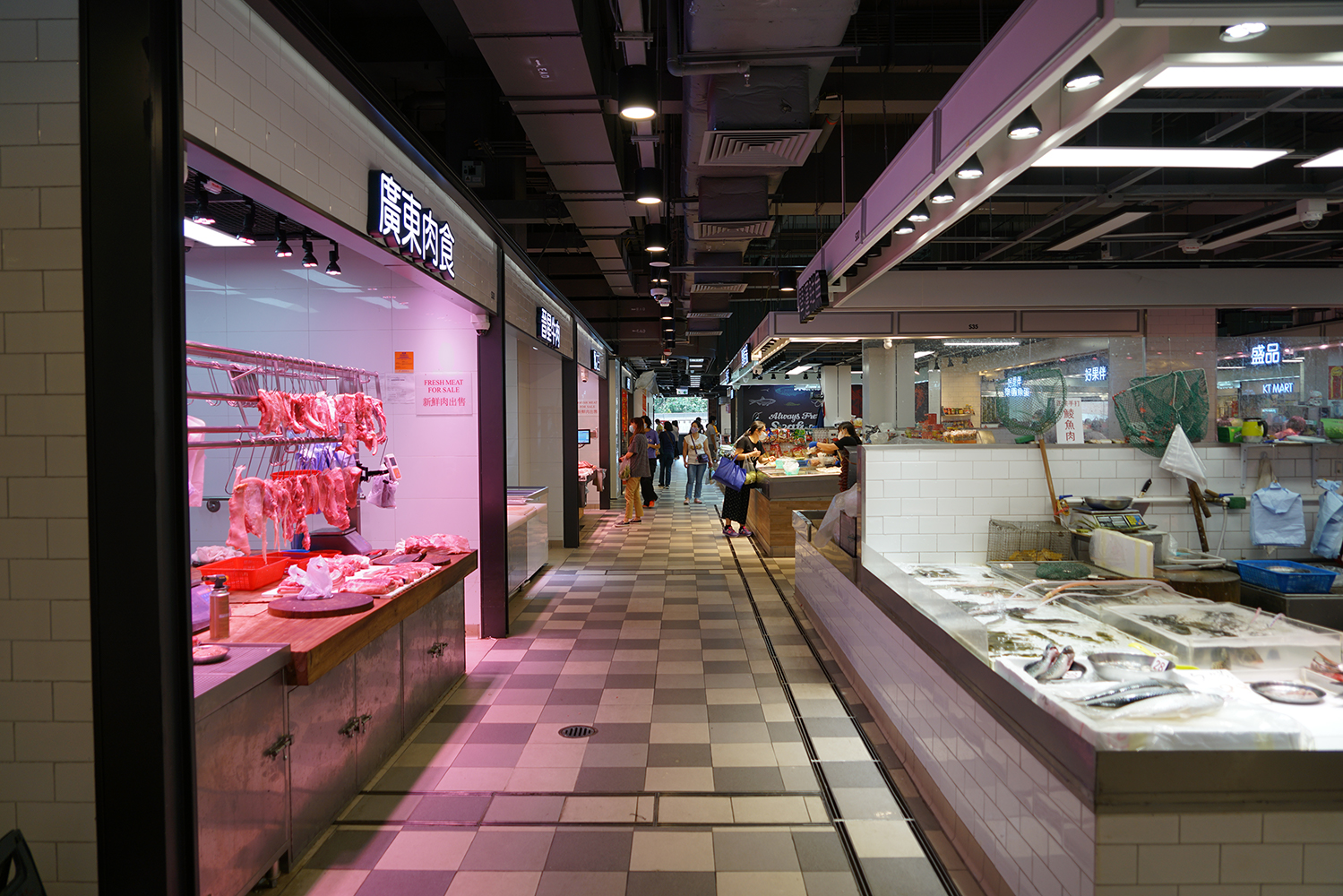
2019年12月翻新後的鳳德街市

地下為空調街市。自領展接手管理鳳德街市後，多間小商戶不敵租金加幅而結業，當時街市有很多空鋪。所以部份居民也會前往大成街街市、雙鳳街街市或慈雲山街市購物。街市於2019年5月關閉，進行全面裝修。黃大仙區議員譚香文指，裝修對附近一帶的居民，尤其長者特別不便，應分階段局部裝修。唯至今仍未獲回覆。而翻新後已於同年12月開放。
| 翻新前的鳳德街市                                                 |
| ---------------------------------------------------------------- |
| - 入口 - 水果及肉檔 - 藥房及鞋店 - 床上用品與窗簾店、蛋檔 - 菜檔 |

### 銀鳳樓商場

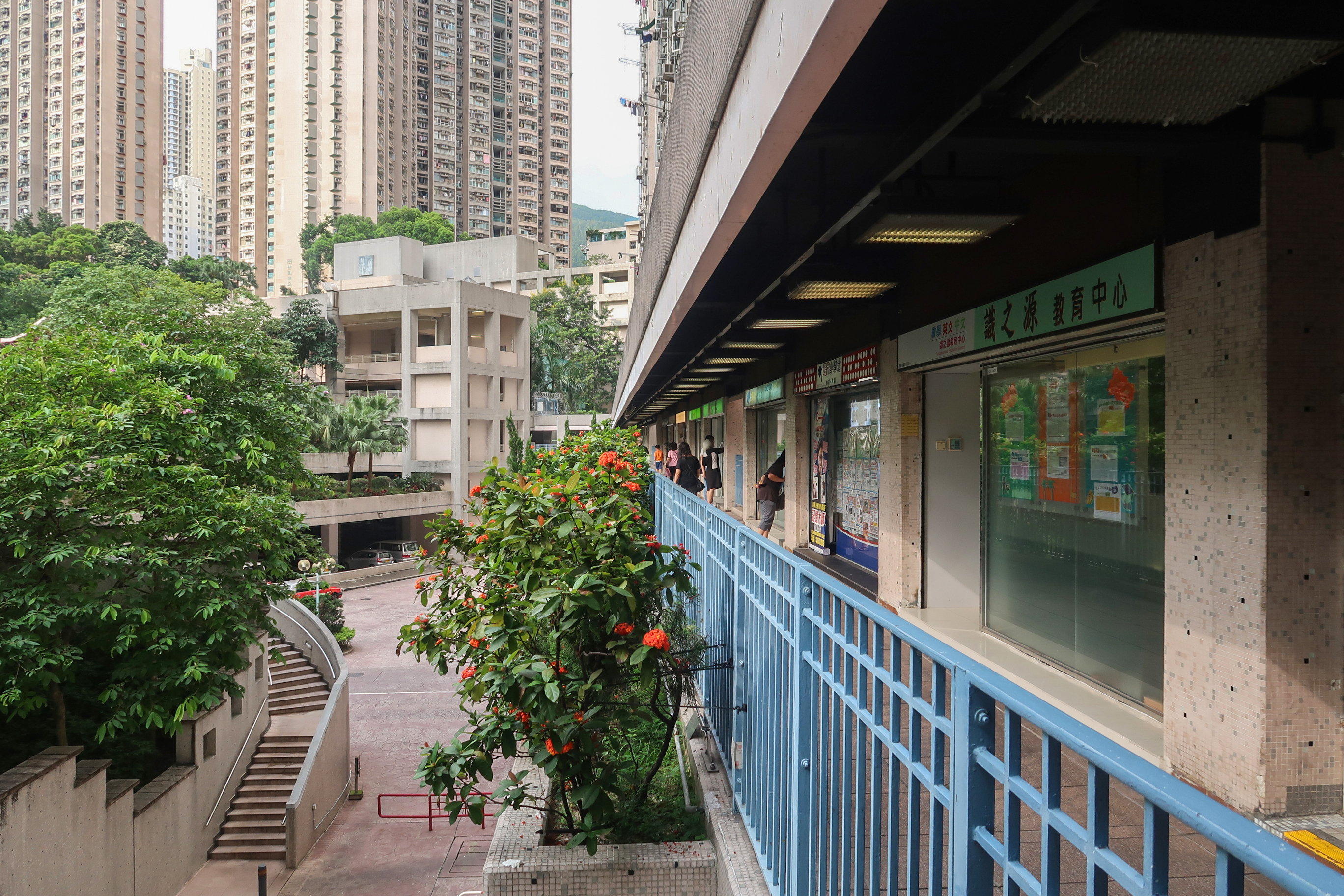
銀鳳樓商場

商場位於銀鳳樓2樓，主要店鋪為基督教教會、髪型屋及牙科診所。

### 斑鳳樓商場
商場位於斑鳳樓2樓，主要是立法會議員辦事處、洗衣店及中、小學補習社。

### 鳳德社區中心

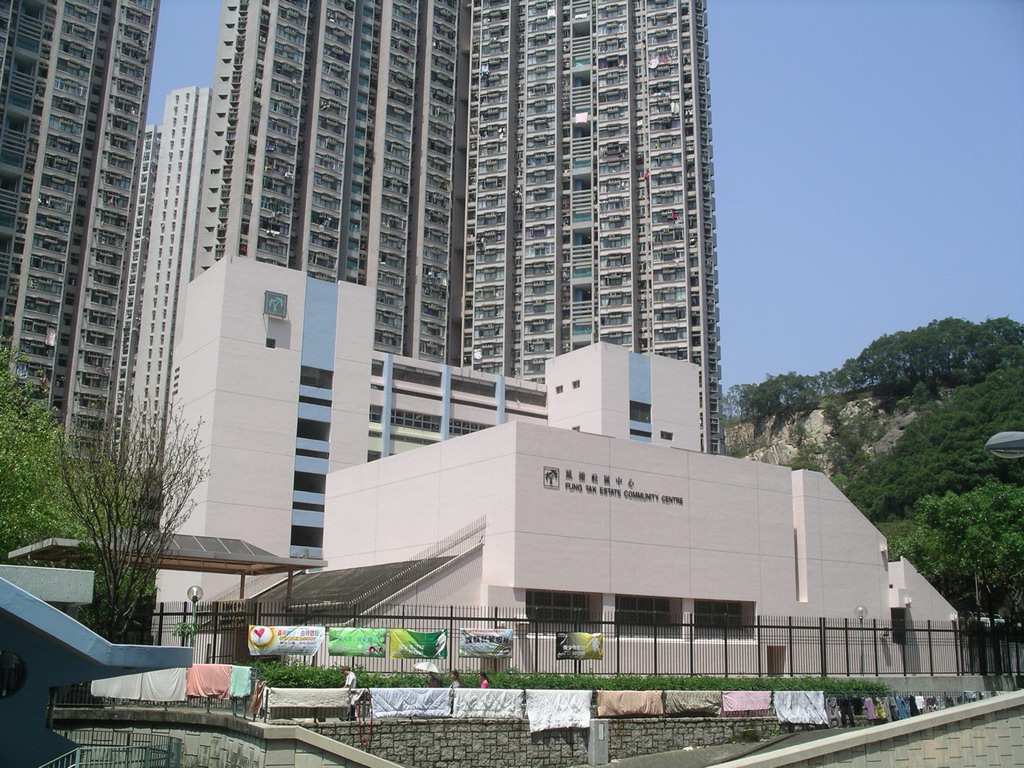
鳳德社區中心

鳳德社區中心提供場地供區內居民參與社區活動，例如舞蹈班、繪畫班、興趣班、歌舞表演、粵劇欣賞、雜技表演等等，而此中心於香港區議會選舉、香港立法會選舉、行政長官選舉委員會選舉時會借出場地作投票站，亦會借出場地作為避寒、避暑、避風、避雨中心，於事故或災難時作為避難或安置中心。

### 升降機塔
由於硃鳳樓（第1座）、碧鳳樓（第2座）及鳳禮苑水平較高，到達鳳德商場需要使用紫鳳樓停車場的升降機到達，但因為不足以應付人流及經常故障，故此在1997年加建一座升降機塔，並設有兩部升降機，方便直達地下。現時該三部升降機為領展管理。
另外一組是位於硃鳳樓旁邊，頂層接駁行人天橋往慈樂邨及慈雲山。這一組是屬於鳳德邨管理，往慈雲山中心的升降機塔雖然與這升降機塔結構相同，但會由領展管理。若以步行前往慈雲山半山，經鳳德邨前往是最快及最省力的方法。

### 停車場及邨內道路
鳳德邨設有兩所停車場，分別位於鳳德商場下（地下及一樓）（時租）及紫鳳樓（第3座）旁（月租）的停車場大樓，合共提供約700個車位給本邨居民優先租用；邨內亦設有邨內私家路連接商場、停車場及各座樓宇，東及北連蒲崗村道、南連鳳德道。

## 康樂設施
鳳德邨內設有多處消閒休憩場所，包括：
- 社區會堂
- 公園
- 平台花園
- 涼亭
- 長椅
- 棋枱
- 兒童遊樂設施（滑梯、繩網、爬架、跳飛機遊樂場等）
- 健身設施（晨運徑、健身徑、緩跑徑、家樂徑、石春路）
- 蒲崗村道體育館
- 乒乓球枱
- 五人足球場
- 籃球場
- 排球場
- 羽毛球場
- 網球場
- 滾軸溜冰（硬地）場
- 壁球場（位於商場3樓，收費）

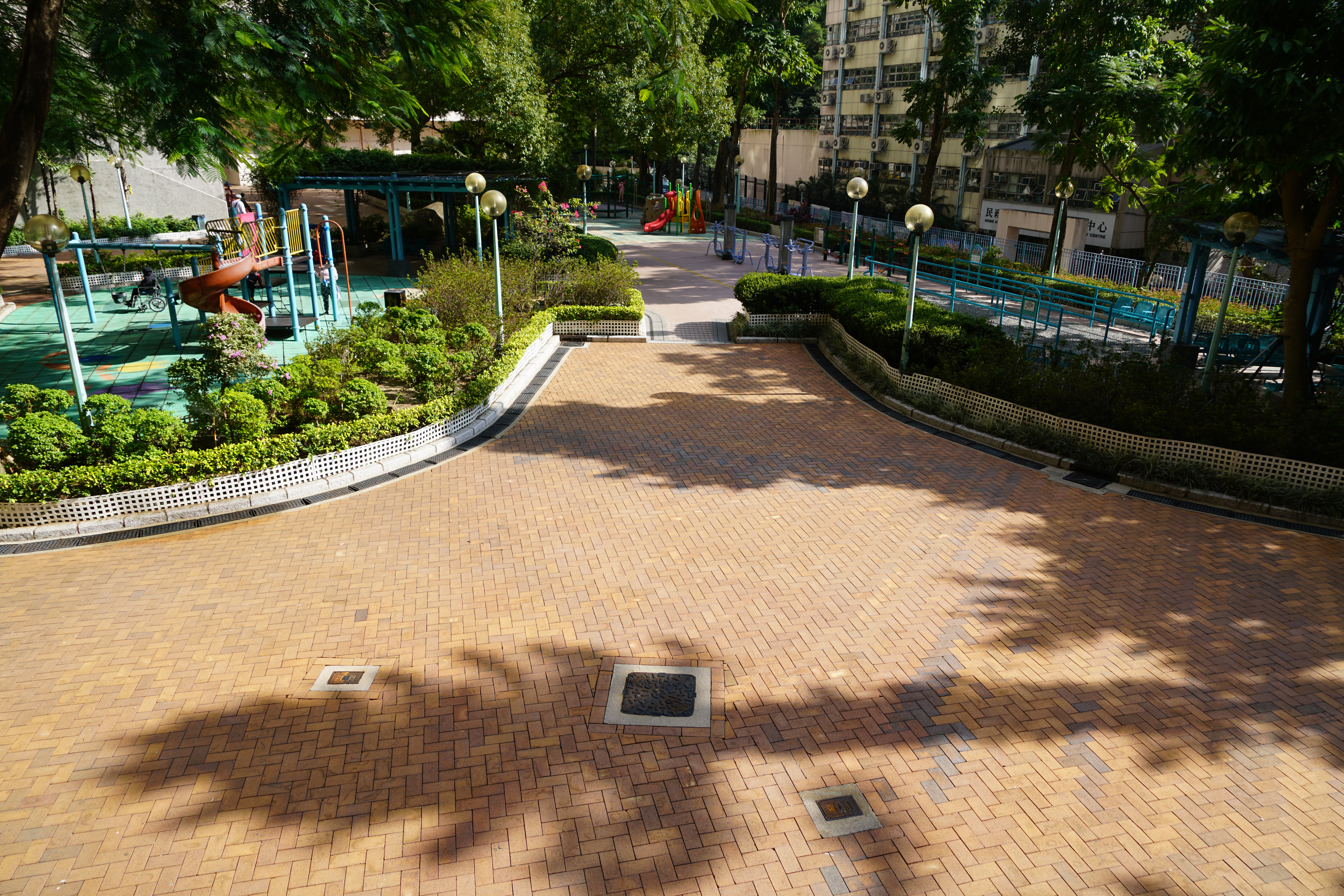
紫鳳樓對出兒童遊樂場、健體區及卵石路步行徑
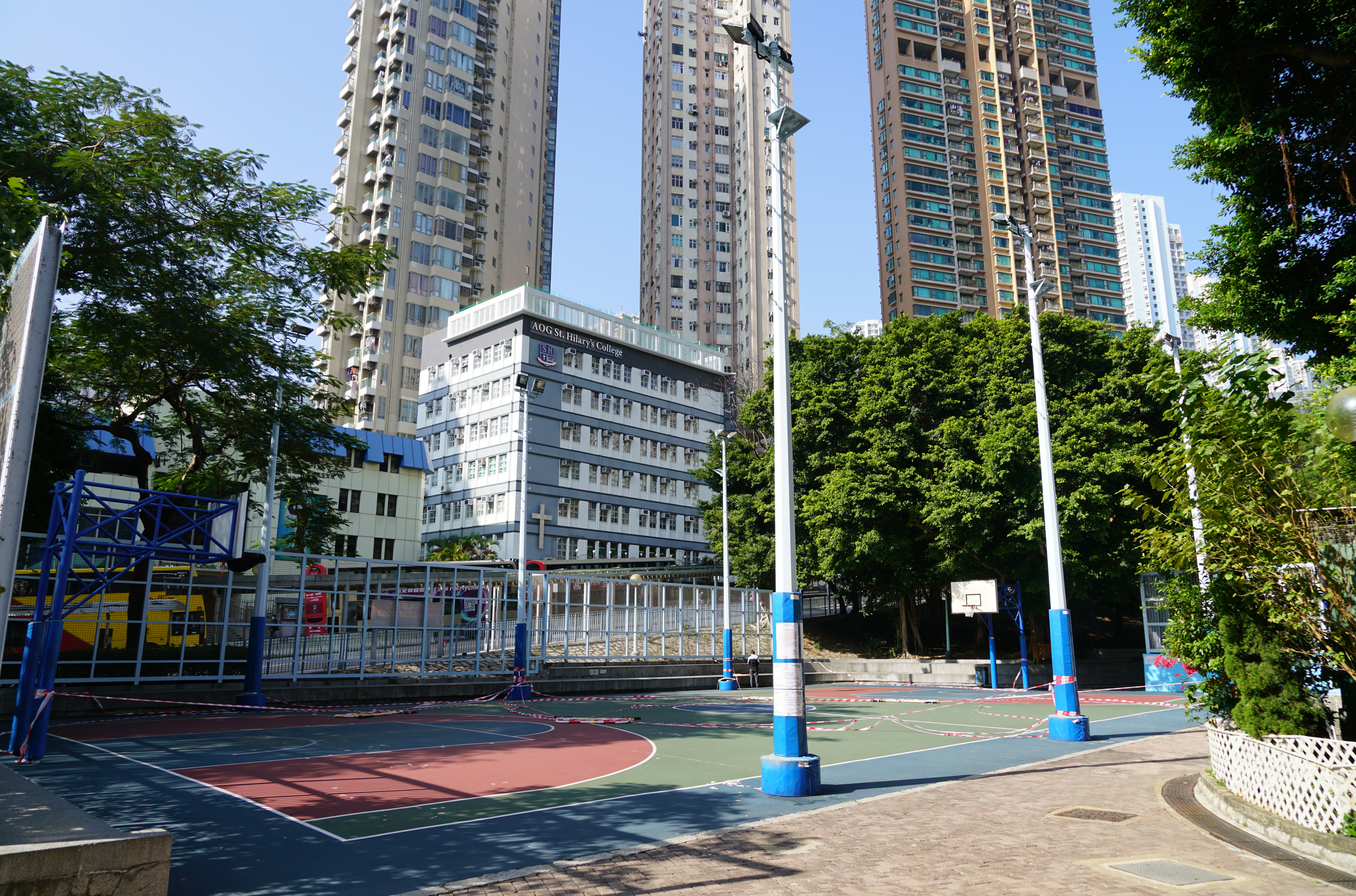
籃球場
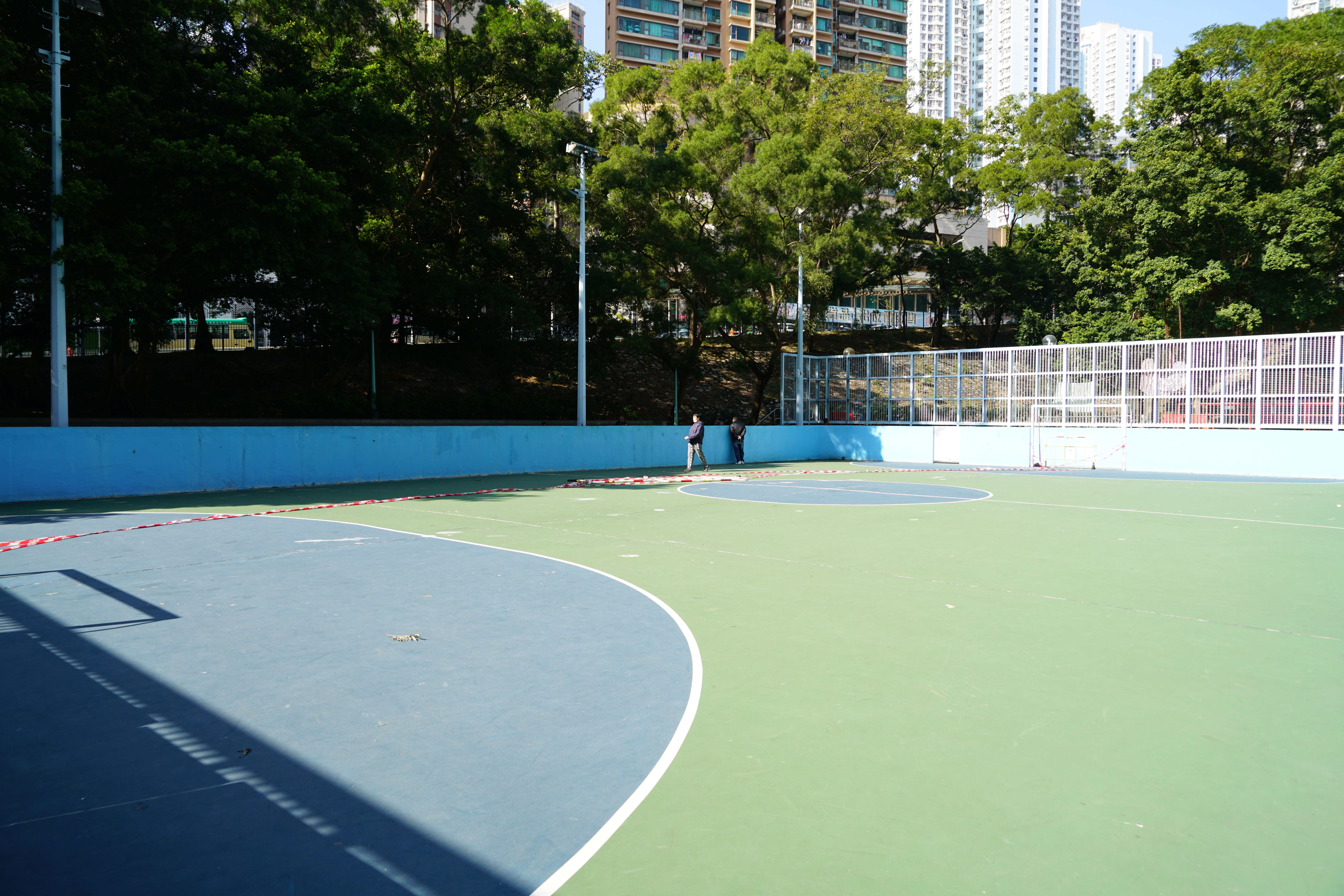
足球場
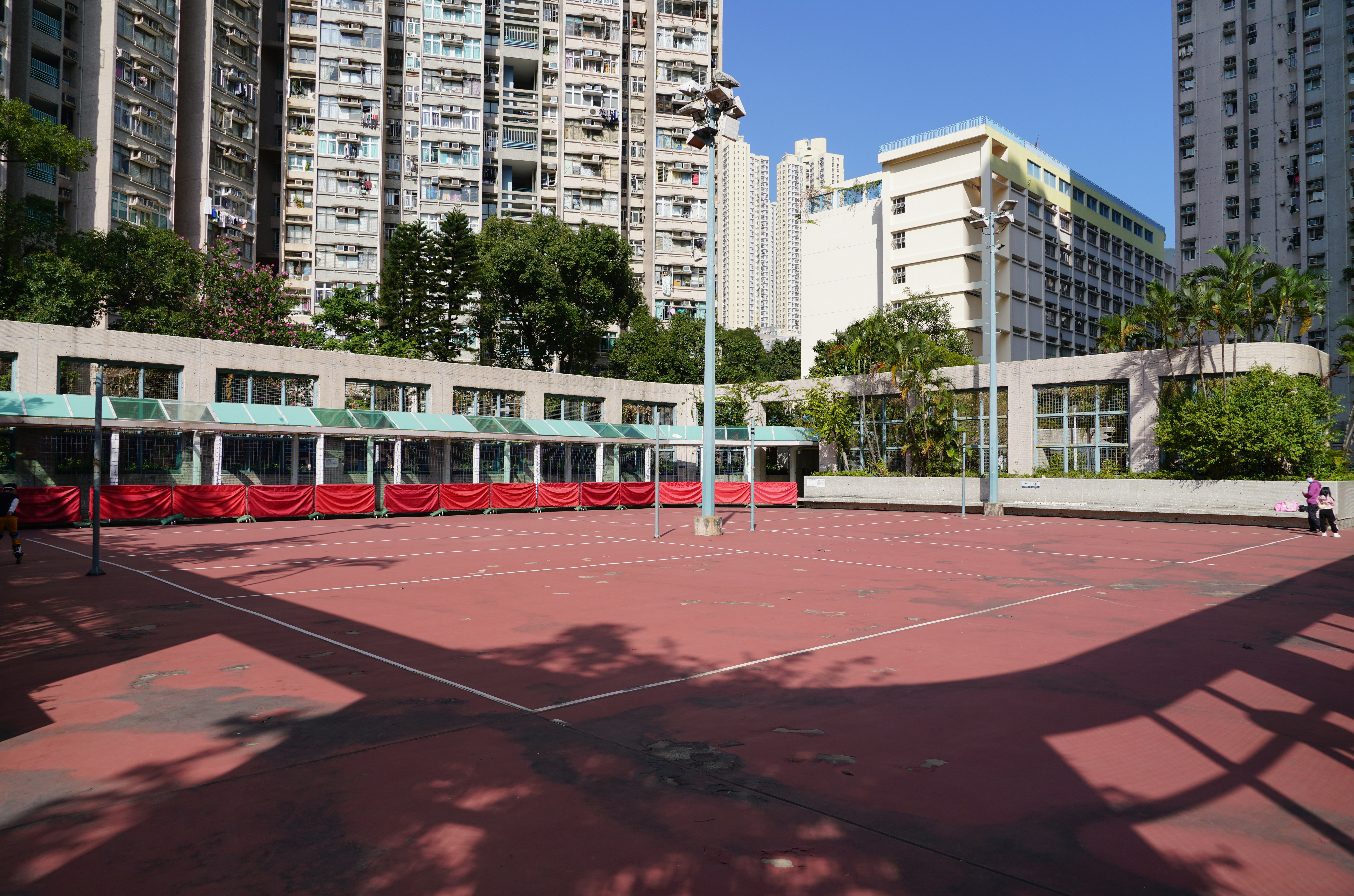
停車場平台排球場
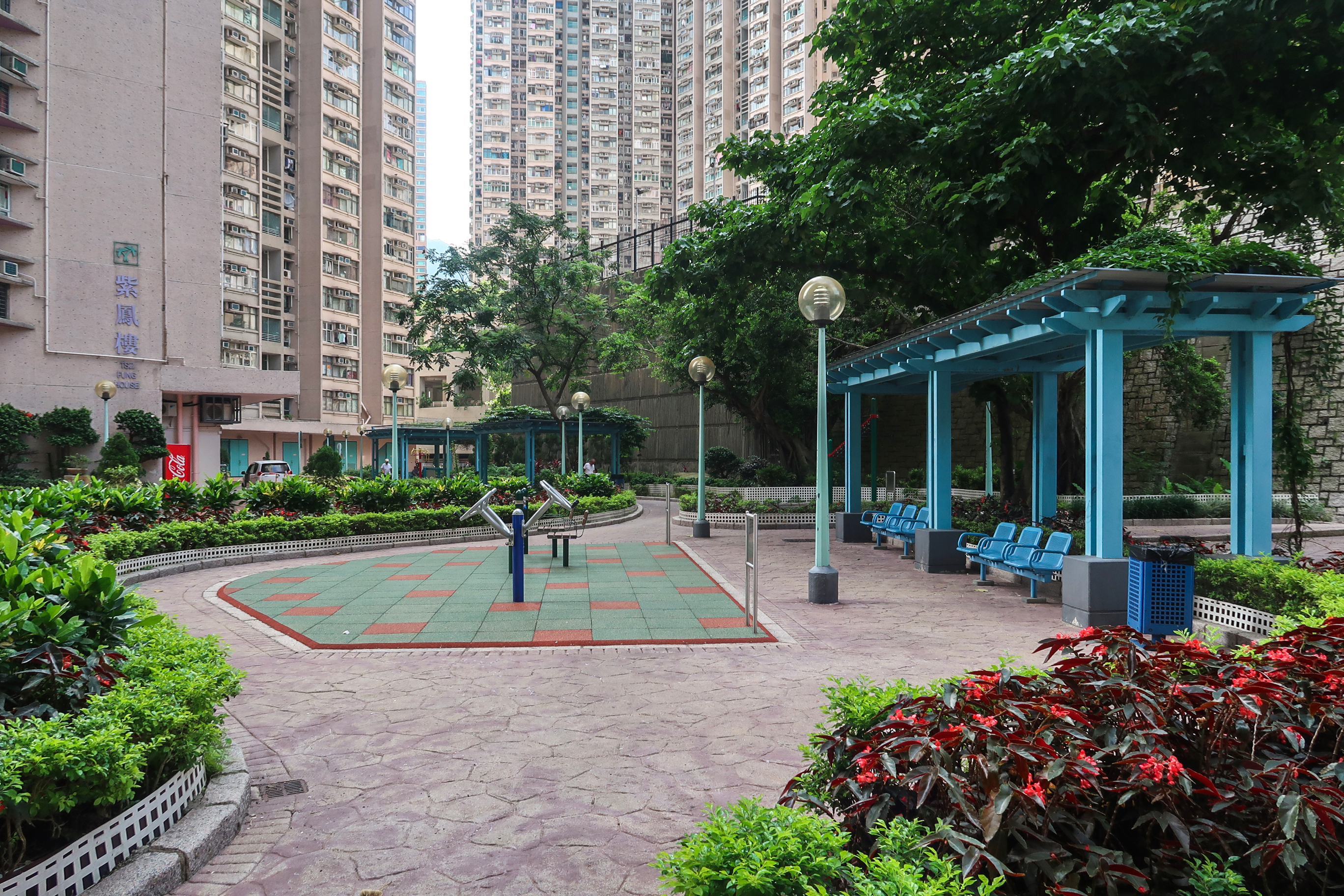
黛鳳樓對出健體區
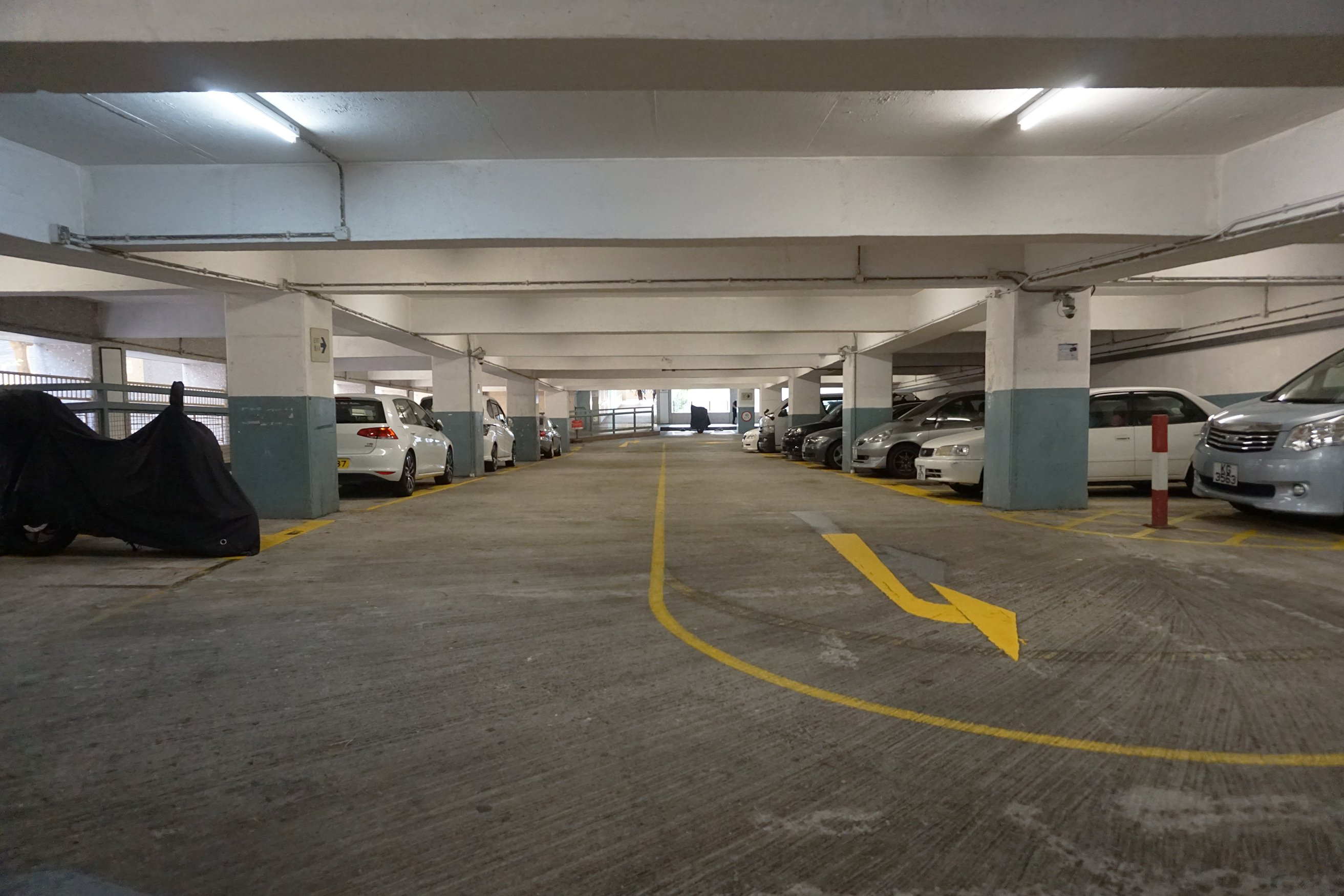
停車場

## 教育及福利設施

### 幼稚園
- 基督教香港崇真會安強幼兒學校（1963年創辦）（位於鳳德社區中心5樓）
- 保良局金卿幼稚園（1991年創辦）（位於鳳鑽苑地下）

已結束
- 慈雲山街坊福利會天虹幼稚園（位於硃鳳樓地下）

### 小學
- 聖文德天主教小學（1956年創辦，1991年自鄰近的慈樂邨遷入）

### 特殊學校
- 禮賢會恩慈學校（1982年由小學改為特殊學校，1992年由慈安邨遷至現址）

### 綜合青少年服務中心
- 浸信會鳳德青少年綜合服務（位於鳳德社區中心2樓）

### 綜合家居照顧服務
- 明愛鑽石山綜合家居照顧服務（位於碧鳳樓19、21及22號地下）

### 長者鄰舍中心
- 竹園區神召會慈鳳長者鄰舍中心（1997年創辦）（位於碧鳳樓地下17-18及23-24號）

### 安老院
- 路德會鳳德安老院（1991年創辦）（位於斑鳳及銀鳳樓地下及1樓）

### 自助組織
- 學前弱能兒童家長會（1986年創辦）（位於紫鳳樓地下1-2A）

### 區議員辦事處
- 張嘉宜議員辦事處：鳳德邨斑鳳樓205室[15]

## 區議會議席分布
本選區分布比較獨特，鳳德邨7座樓宇及鳳禮苑獨立為鳳德選區，而鳳鑽苑則屬於龍星選區的一部份。鳳德選區現任區議員已懸空，龍星選區現任區議員為譚香文。
本區屬於立法會九龍中選區。
| 範圍／年度     | 2000-2003 | 2004-2007 | 2008-2011 | 2012-2015 | 2016-2019 | 2020-2023 |
| -------------- | --------- | --------- | --------- | --------- | --------- | --------- |
| 鳳德邨、鳳禮苑 | 鳳德      | 鳳德      | 鳳德      | 鳳德      | 鳳德      | 鳳德      |
| 鳳鑽苑         | 鑽石山    | 龍星      | 龍星      | 龍星      | 龍星      | 龍星      |

## 交通
大部份使用大老山隧道往新界方向的巴士也需要經過鳳德邨外圍的鳳德道才可以進入龍蟠街及荷里活廣場，故此鳳德邨也會比較多前往大埔、沙田東部或馬鞍山的巴士，亦有少部份前往九龍城區的巴士。

## 附近
- 鳳凰新村
- 龍蟠苑
- 鑽石山站
- 荷里活廣場
- 星河明居
- 悦庭軒
- 慈樂邨
- 慈雲山中心
- 志蓮淨苑
- 南蓮園池
- 大老山隧道
- 蒲崗村道公園
- 啟鑽苑
- 啟翔苑

## 事件

### 少年涉違限聚令被便衣警壓地制服
2022年3月6日下午，15歲少年在邨內籃球場打籃球期間，突然有3名便衣警員衝入球場，之後更推向少年心口，並將他們制服地上。父親指雖然警察有展示證件，但只有數秒，更不斷講粗口和對少年箍頸及壓在地上毆打。少年被指襲警及拒捕被帶回警署。少年收到一張限聚令告票。警方稱收到報案指球場有多人聚集，懷疑有人無戴口罩，並截停兩名男子。一名男子因襲擊警員而被捕，獲准保釋候查，4月上旬向警方報到。

## 備註
1. ↑  香港最後一座早期型設計的Y3型大廈；1樓入伙前曾經用作大埔德雅苑（屬後期設計同型大廈）示範單位
2. 1 2  原本用作安置東頭邨22座居民
3. 1 2  銀鳳樓及斑鳳樓是香港最後一座以135度相連的廣義長型相連大廈，而兩座實際上是同一幢建築，內設通道互通兩者

## 外部連結
- 房委會物業位置及資料 鳳德邨 （页面存档备份，存于）
- 房委會物業位置及資料 鳳鑽苑 （页面存档备份，存于）
- 房委會物業位置及資料 鳳禮苑 （页面存档备份，存于）